# Matthew Carr
Matthew Carr (ur. 31 grudnia 1975) – australijski judoka.
Brązowy medalista mistrzostw Oceanii w 1994. Wicemistrz Australii w 1995 roku.